# Ricchi e Poveri
Ricchi e Poveri (italijanska izgovorjava: [ˈrikːi e ˈpɔveri]; dob. »Bogati in revni«) je italijanska pop skupina, ustanovljena v Genovi leta 1967. Prvotno so jo sestavljali Angela Brambati, Angelo Sotgiu, Franco Gatti in Marina Occhiena. Aktivni so od poznih šestdesetih let prejšnjega stoletja, prodali so več kot 20 milijonov plošč. 

## Zgodovina

### 1967–1980: nastanek in prva leta
Skupino so leta 1967 v Genovi kot polifonični kvartet ustanovili pevci Angela Brambati, Angelo Sotgiu, Franco Gatti in Marina Occhiena - vsi Genovežani. Skupina je dobila ime po rimskem tekstopiscu Francu Califanu, ki se je nekoč pošalil, da so "duhovno bogati in finančno revni". Kvartet si je pridobil svoj edinstven vokalni slog, ki temelji na prepletu štirih različnih glasov: bas (Gatti), tenor (Sotgiu), alt (Occhiena) in sopran (Brambati).
Njihov prvi javni nastop je bil v Cantagiru leta 1968 z "L'ultimo amore". Ricchi e Poveri so od leta 1970 večkrat sodelovali na glasbenem festivalu Sanremo; leta 1971 so tam zapeli "Che sarà", ki sta jo napisala Jimmy Fontana in Franco Migliacci. Leto 1971 je bilo zadnje leto festivala, na katerem je bila vsaka skladba izvedena dvakrat, vsakič drugi izvajalec. Ricchi e Poveri je izvedel drugo izvedbo pesmi, po Joséju Felicianu, ki je dosegel svetovne uspešnice z italijansko, špansko in angleško različico pesmi.
Skupina Ricchi e Poveri je zastopala Italijo na tekmovanju za pesem Evrovizije 1978. S pesmijo Questo amore in s 53 točkami je zasedla 12. mesto.

### 1981–2009: nova formacija in kasnejši projekti
Leta 1981 je Marina Occhiena zapustila skupino in nadaljevala solo kariero.
Ricchi e Poveri je v italijanščini in španščini posnel nekaj svojih uspešnic iz osemdesetih in devetdesetih let, med drugim "Mamma Maria", "Made in Italy", "M'innamoro di te" in "Se m'innamoro".

#### "Sarà perché ti amo"
Leta 1981 je skupina posnela špansko različico singla "Sarà perché ti amo". Pesem, preimenovana v "Será porque te amo", je postala hit v Mehiki, na Karibih ter v Srednji in Južni Ameriki.
Pesem je uporabljena v nekaterih filmih: L'Effrontée (1985), Spike of Bensonhurst (1988), High Tension (2003) in Unmade Beds (2009).
Od leta 2007 se pesem še vedno izvaja in je v več špansko govorečih državah dosegla nekakšen kultni/nostalgični status kot simbol generacije. Pesem je leta 2008 v nemščini predelala Diana Sorbello kot "Das ist, weil ich dich liebe" in leta 2011 v nizozemščini Monique Smit in Tim Douwsma kot "Eén zomeravond met jou". V slovenščini sta Špela Grošelj in Domen Kumer leta 2023 izdala pesem S tabo je vedno lepo, katere melodija je izvorno melodija pesmi Sarà perché ti amo.

### Zadnja leta
Ricchi e Poveri so imeli 12. in 13. junija 2009 dva velika koncerta na sredozemskem otoku Malta, kasneje še enega 6. novembra 2010. Ricchi e Poveri so leta 2012 zaključili turnejo po Italiji in Sloveniji, nato pa še nastop v Moskvi.
Leta 2016 se je ustanovitelj skupine Franco Gatti upokojil iz skupine v starosti 74 let. Smrt njegovega 23-letnega sina Alessia leta 2013 mu je spremenila življenje do te mere, da se ni mogel več šaliti na račun svojih brkov in velikega nosu, prav tako se ni čutil več sposobnega za potovanja po svetu.
Leta 2020 se je prvotna zasedba ponovno zbrala za praznovanje 50. obletnice prvenca skupine na glasbenem festivalu Sanremo.
Gatti je umrl 18. oktobra 2022 v starosti 80 let.
Leta 2023 so bili Ricchi e Poveri na turneji po Avstraliji s koncerti v Sydneyju, Melbournu in Adelaidi.
Na glasbenem festivalu Sanremo 2024 so tekmovali s pesmijo " Ma non tutta la vita".

## Člani zasedbe
- Angela Brambati – vokal (1967–danes)
- Angelo Sotgiu – vokal, kitara, saksofon (1967–danes)
- Franco Gatti – kitare, vokal, klaviature (1967–2016, 2020–2021; umrl 2022)
- Marina Occhiena – vokal (1967–1981, 2020–2021)

## Diskografija

### Studijski albumi
- Ricchi e Poveri (1970)
- Amici miei (1971)
- Penso sorrido e canto (1974)
- RP2 (1975)
- I musicanti (1976)
- Questo amore (1978)
- La stagione dell'amore (1980)
- E penso a te (1981)[7]
- Mamma Maria (1982)
- Voulez-vous danser (1983)
- Dimmi quando (1985)
- Pubblicità (1987)
- Nascerà Gesù - Ricchi e Poveri '88 (1988)
- Buona giornata e... (1990)
- Allegro italiano (1992)
- I più grandi successi (1994)
- Parla col cuore (1999)
- Perdutamente amore (2012)
- ReuniON (2021)

### Kompilacije
- 1972 — Diadema uspeha
- 1976 — Ricchi & Poveri
- 1978 — Ricchi & Poveri
- 1982 — Pridi eravamo
- 1982 — Profili musicali
- 1983 — Izdelano v Italiji
- 1984 — Ieri in Oggi
- 1990 — Canzoni d'amore
- 1990 — Una domenica con te
- 1993 — Anche tu...
- 1997 — Piccolo Amore
- 1998 — Zbirka BMG
- 2000 — I grandi successi originali
- 2008 — Največje uspešnice
- 2011 — Le canzoni, la nostra storia

### Singli v angleščini
- 1976 — "Čudežna dežela"/"Ljubezen bo prišla"
- 1981 — "Make It with Me"/"Sarà perché ti amo"